# Bagnolo Mella
Bagnolo Mella är en ort och kommun i provinsen Brescia i regionen Lombardiet i Italien. Kommunen hade 12 637 invånare (2018).